# Aleksandra Borowiec
Aleksandra Borowiec (ur. 1959) – polska slawistka, kroatystka. 

## Życiorys
Ukończyła studia w zakresie filologii słowiańskiej. Pracę magisterską obroniła w 1983. Wtedy też została zatrudniona w Instytucie Filologii Słowiańskiej Uniwersytetu Jagiellońskiego, początkowo – przez rok – jako stażystka. Od 1984 była asystentem, po trzech latach została awansowana na starszego asystenta. Stopień doktora nauk humanistycznych uzyskała w 1992 na podstawie rozprawy Południowosłowiański kształt klasycyzmu. Próba rekonesansu (promotor: Maria Bobrownicka), która drukiem ukazała się w 1994. Od 1994 pracowała w IFS na stanowisku adiunkta. W 2007 wydała książkę Literatura i tajemnica. Studium o literaturze chorwackiej wieków dawnych. Stała się ona podstawą do zdobycia stopnia doktora habilitowanego. Od 2008 była zatrudniona na stanowisku adiunkta z habilitacją. W latach 1997–2000 była lektorką języka polskiego w Katedrze Polonistyki Uniwersytetu Zagrzebskiego. Uczyła też młodzież w Szkole Języka Polskiego przy Ambasadzie RP w Zagrzebiu. Działa w Komisji Kultury Słowian PAU.
W pracy naukowej zajmuje się dawną literaturą chorwacką, najnowszą historią Chorwacji, historią Kościoła, teologią mistyczną, związkami literatury pięknej i teologii oraz semiotyką kultury.